# نگوین وان خووان
نگوین وان خووان (Nguyễn Văn Xuân) (زادهٔ ۳ آوریل ۱۸۹۲ – درگذشتهٔ ۱۴ ژانویه ۱۹۸۹) سیاست‌مدار اهل ویتنام بود. وی از سال ۱۹۴۷ تا ۱۹۴۹ نخست‌وزیر کشور ویتنام جنوبی بود.
نگوین وان خووان در ۱۴ ژانویه ۱۹۸۹، در سن ۹۶ سالگی درگذشت.